# Jeorjos Petmezas
Jeorjos Petmezas (gr. Γεώργιος Πετμεζάς; ur. 22 marca 1915, zm. w 1999) – grecki zapaśnik walczący w stylu klasycznym. Dwukrotny olimpijczyk. Szósty w Londynie 1948 i odpadł w eliminacjach w Helsinkach 1952. Walczył w kategorii do 67 kg.
Brązowy medalista igrzysk śródziemnomorskich w 1955 roku.